# Santa Teresa di Riva
Santa Teresa di Riva (Santa Teresa oppure a Marina in siciliano) è un comune italiano di 9 188 abitanti della città metropolitana di Messina in Sicilia.
Il territorio comprende una exclave nell'entroterra (le frazioni di Misserio e Fautarì, in precedenza territorio di Casalvecchio Siculo), che fu aggregata nel 1929, all'atto della fusione con i vicini comuni di Casalvecchio e Savoca. Nel 1939, quando il comune di Casalvecchio fu ricostituito, Misserio e Fautarì rimasero a Santa Teresa, che allora comprendeva anche Savoca. Nel 1948, quando anche quest'ultimo comune riacquistò l'autonomia, il residuo territorio di Santa Teresa si trovò nell'attuale situazione territoriale frammentata. È il capoluogo del vicariato di San Basilio.

## Geografia fisica

Santa Teresa di Riva (quartiere Bucalo) nei primissimi anni trenta

Cittadina siciliana della riviera ionica della città metropolitana di Messina, con un'estensione di 8,13 km² circa. Situata a 33 km a sud del capoluogo peloritano, a 11 km a nord di Taormina, a 65 km a nord di Catania e a 260 km a sud-est di Palermo. Si estende, a 6 metri sul livello del mare, per 4,3 km lungo il litorale, ed ha alle spalle una zona collinare ove crescono agrumeti, uliveti, vigneti e macchia mediterranea; è limitata a nord e a sud, rispettivamente da due corsi d'acqua: il Torrente Savoca e la Fiumara d'Agrò. Nel cuore del centro urbano, quartiere Portosalvo-Barracca, scorre il torrente Portosalvo, che nascendo dai rilievi collinari prossimi al centro storico di Savoca, sfocia dopo circa 3 chilometri nel mare Ionio.

## Storia

### Simboli
Lo stemma e il gonfalone sono stati concessi con DPR del 30 luglio 1951.
Il gonfalone è un drappo partito di bianco e di rosso.

## Monumenti e luoghi d'interesse

### Architetture religiose

#### Santuario di Santa Maria del Carmelo - Chiesa Matrice

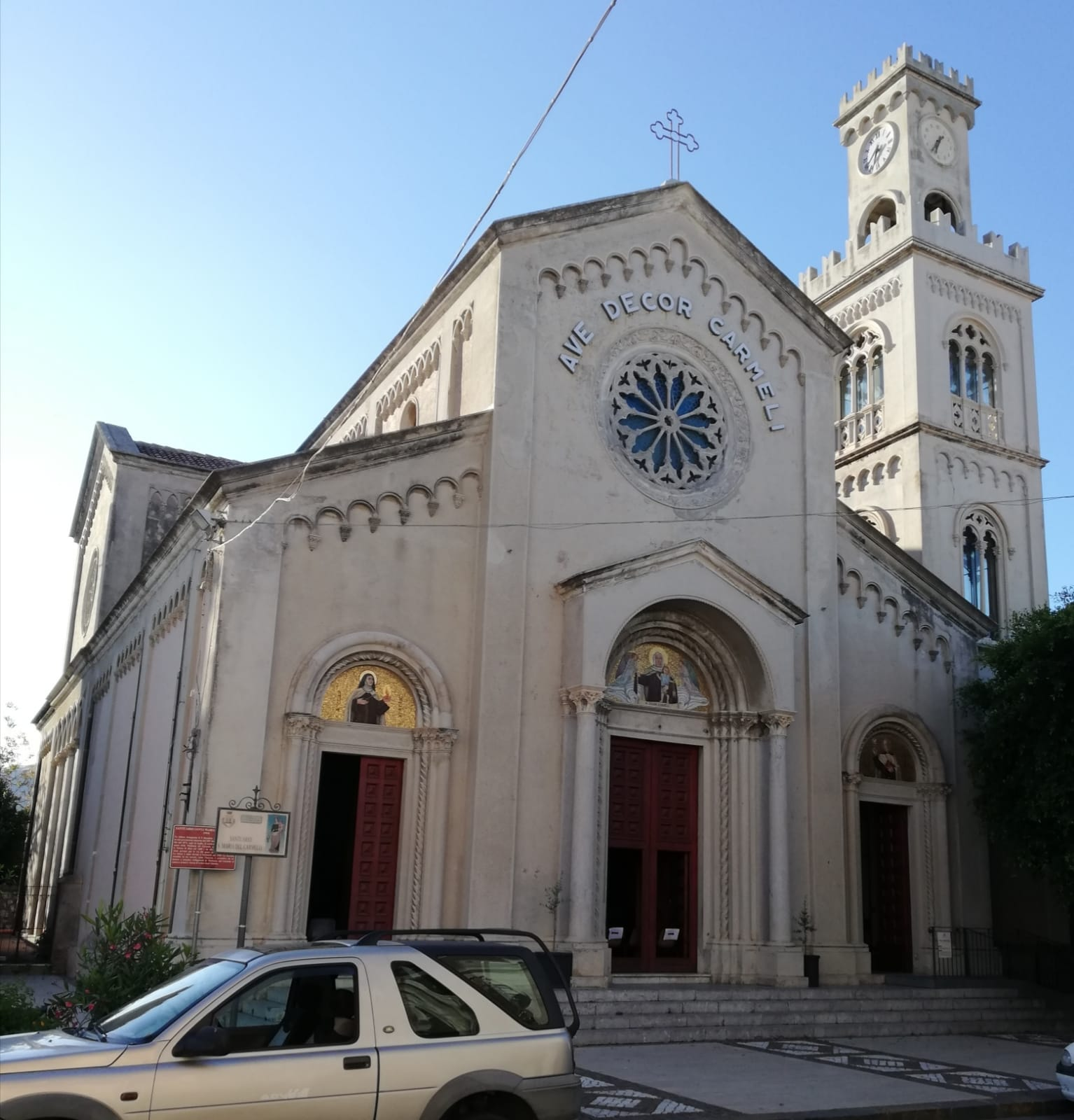
Prospetto del Santuario di Santa Maria del Carmelo

Il Santuario di Santa Maria del Carmelo è la chiesa matrice e sede dell'arcipretura della città di Santa Teresa di Riva e del Vicariato di San Basilio Magno. L'attuale edificio sacro (ricostruito nel 1929) è stato eretto sull'area precedentemente occupata da un'antica chiesa del 1507.
Accanto alla chiesa, sorge l'edificio adibito a canonica, edificato nel 1933, anch'esso in stile neo-romanico, a due elevazioni fuori terra. Conserva al suo interno dei pregevoli affreschi raffiguranti scene della Sacra Scrittura ed alcune tele ottocentesche. È l'unica chiesa del centro storico di Santa Teresa di Riva ad essere dotata di campanile, edificato nel 1933.

#### Chiesa parrocchiale della Sacra Famiglia

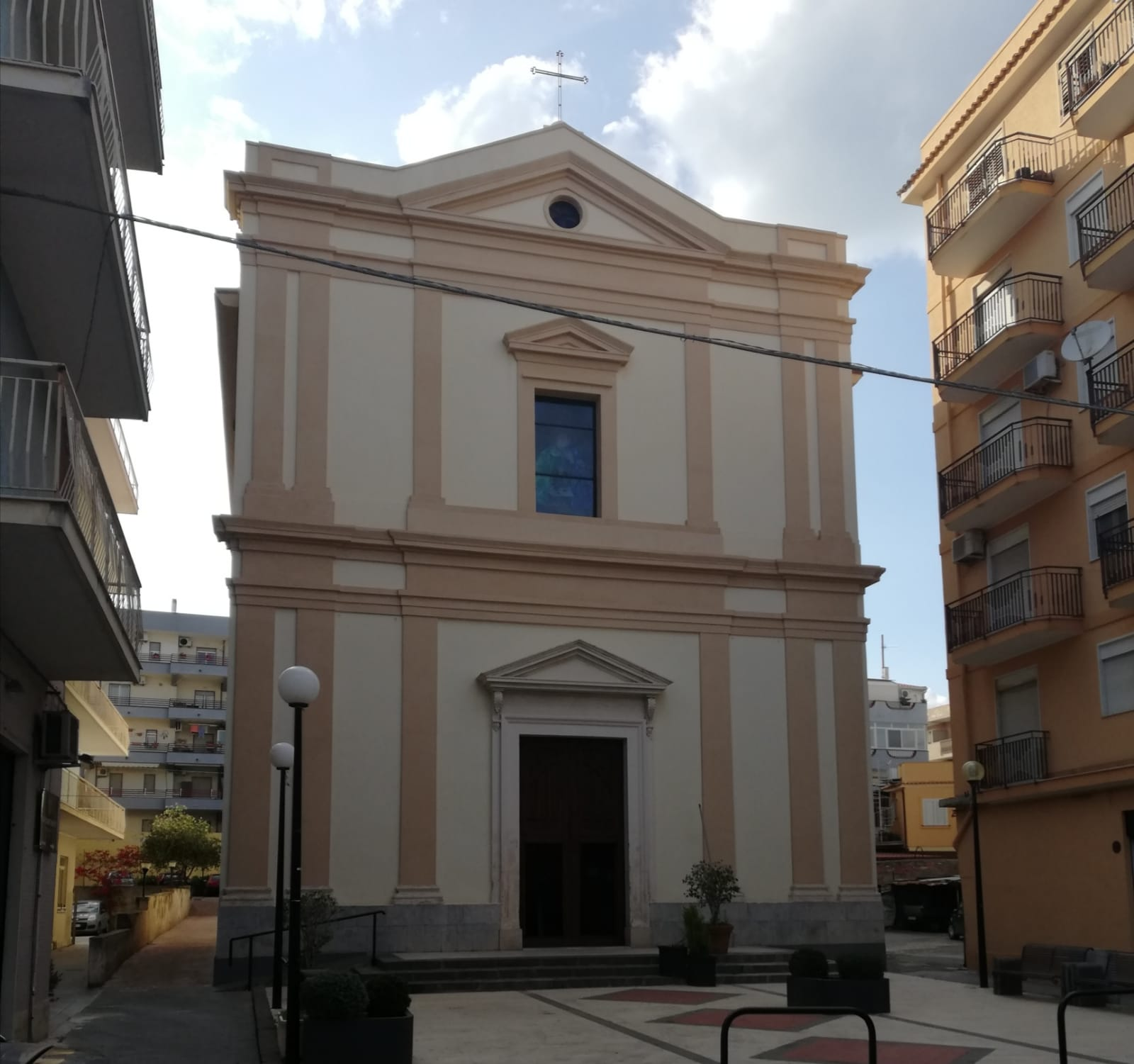
Prospetto chiesa Sacra Famiglia

La chiesa della Sacra Famiglia si trova al centro della cittadina jonica, è ad unica grande navata in stile Barocco siciliano con soffitto ligneo. Nella facciata principale si può ammirare una vetrata raffigurante la Sacra Famiglia. I lavori per l'erezione di questo edificio sacro iniziarono nel 1903 e si conclusero nel 1934 con la posa del tetto. Nell'estate del 1943 venne requisita dalla truppe d'occupazione inglesi e adibita ad ospedale militare. Conserva numerose opere di pregio. Degni di nota sono due complessi statuari. Tra il 2019 e il 2020 sono stati effettuati dei lavori di restauro che hanno comportato il rifacimento della copertura esterna del tetto, risalente ai primissimi anni del XX secolo, il restauro degli intarsi artistici interni e del prospetto principale esterno.

#### Chiesa parrocchiale Santa Maria di Porto Salvo

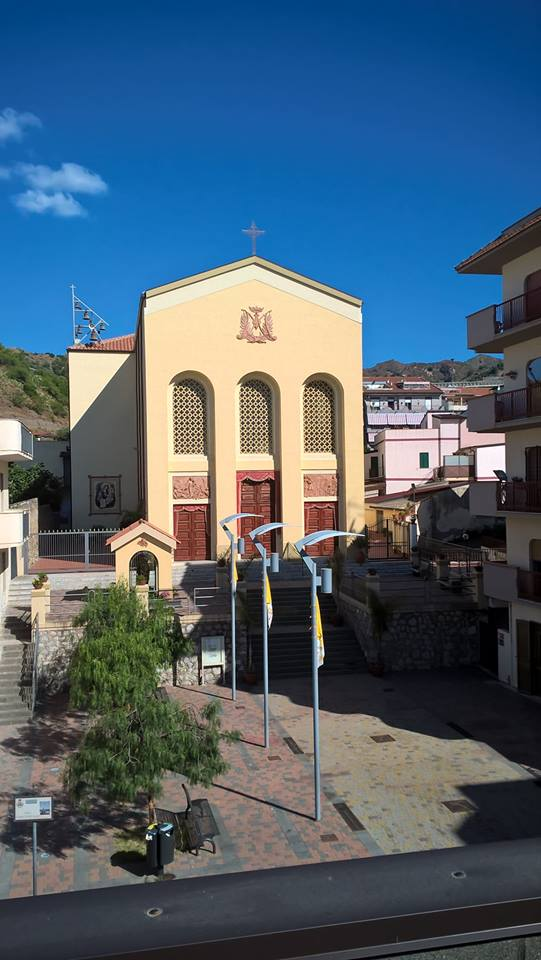
Prospetto principale della chiesa di Santa Maria di Porto Salvo e piazzale antistante

La chiesa di Porto Salvo, è ubicata nella zona meridionale del paese. Nel 1854, divenuto il comune di Santa Teresa autonomo da Savoca, la chiesa divenne di diritto pubblico venendo altresì ampliata. Nei primi anni trenta la vecchia chiesetta settecentesca non era più adatta alle esigenze della popolazione in continua crescita; si mise mano al progetto per l'edificazione dell'attuale chiesa parrocchiale che venne redatto, nel 1932, ma a causa dell'inizio della seconda guerra mondiale, i lavori di costruzione partirono solo nel 1952.
L'attuale chiesa parrocchiale venne edificata a pochi metri di distanza dalla piccola chiesa settecentesca, seguendo il progetto del 1932. Consacrato l'11 febbraio 1958, l'edificio sacro è a croce latina con unica grande navata. Racchiude al suo interno varie opere di pregio.
Dell'antica chiesetta costruita nel 1765 e chiusa al culto nel 1958 non resta più nulla, venne demolita nel 1977.

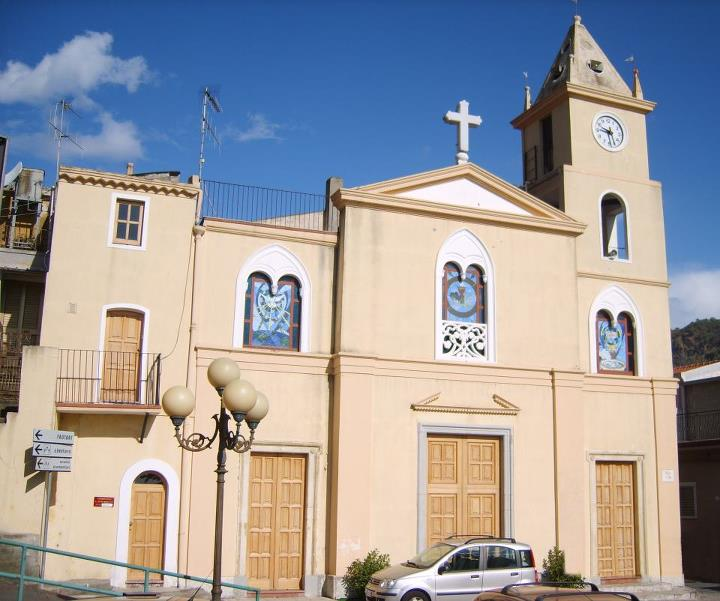
Prospetto principale della chiesa di San Vito a Misserio

#### Chiesa parrocchiale di San Vito Martire (Misserio)
Situata nella frazione collinare di Misserio, è stata ricostruita nel 1706 su un preesistente impianto di epoca romana. L'edificio venne ampliato a spese degli abitanti di Misserio. Nel 1956 viene restaurato il prospetto esterno, che assume la forma che ancora oggi presenta. Nel 1968 è stata scoperta, nel sottosuolo della chiesa, un'antica cripta ove, nel Settecento, trovavano sepoltura i sacerdoti ed i notabili di Misserio, questa cripta è stata restaurata, assieme alla chiesa, dalla Sovrintendenza ai beni artistici nel 2004. La chiesa conserva altresì sei affreschi a lunetta realizzati nel 1981.

#### Altre chiese
- Chiesa del Sacro Cuore di Gesù e Istituto delle Ancelle riparatrici. Complesso religioso ubicato nel quartiere Torrevarata. Il sito su cui vennero edificati la chiesa e l'annesso istituto religioso, originariamente, era un terreno agricolo coltivato a agrumeto, uliveto e vigneto. La chiesa inaugurata nel 1922 è a navata unica ed in stile moderno, quindi non racchiude in sé opere di elevato pregio artistico. Dopo il 1971 è stata oggetto di interventi di restauro che ne hanno modificato gli interni ed il prospetto[8].
- Chiesa della Madonna delle Grazie, nella frazione collinare di Fautarì del 1706. È filiale della chiesa parrocchiale di San Vito, nella vicina Misserio.
- Chiesa di San Gaetano, sorge nell'omonima frazione, fu edificata nel 1746 ma versa in stato di abbandono.
- Chiesa di San Sebastiano, sorge nel quartiere Cantidati. Edificata verso la fine del secolo XVIII
- Chiesa della Madonna del Rosario, del 1891, sorge a breve distanza da quella di San Sebastiano. Ospita al suo interno un complesso statuario raffigurante la Madonna di Pompei risalente al 1891.

### Architetture civili

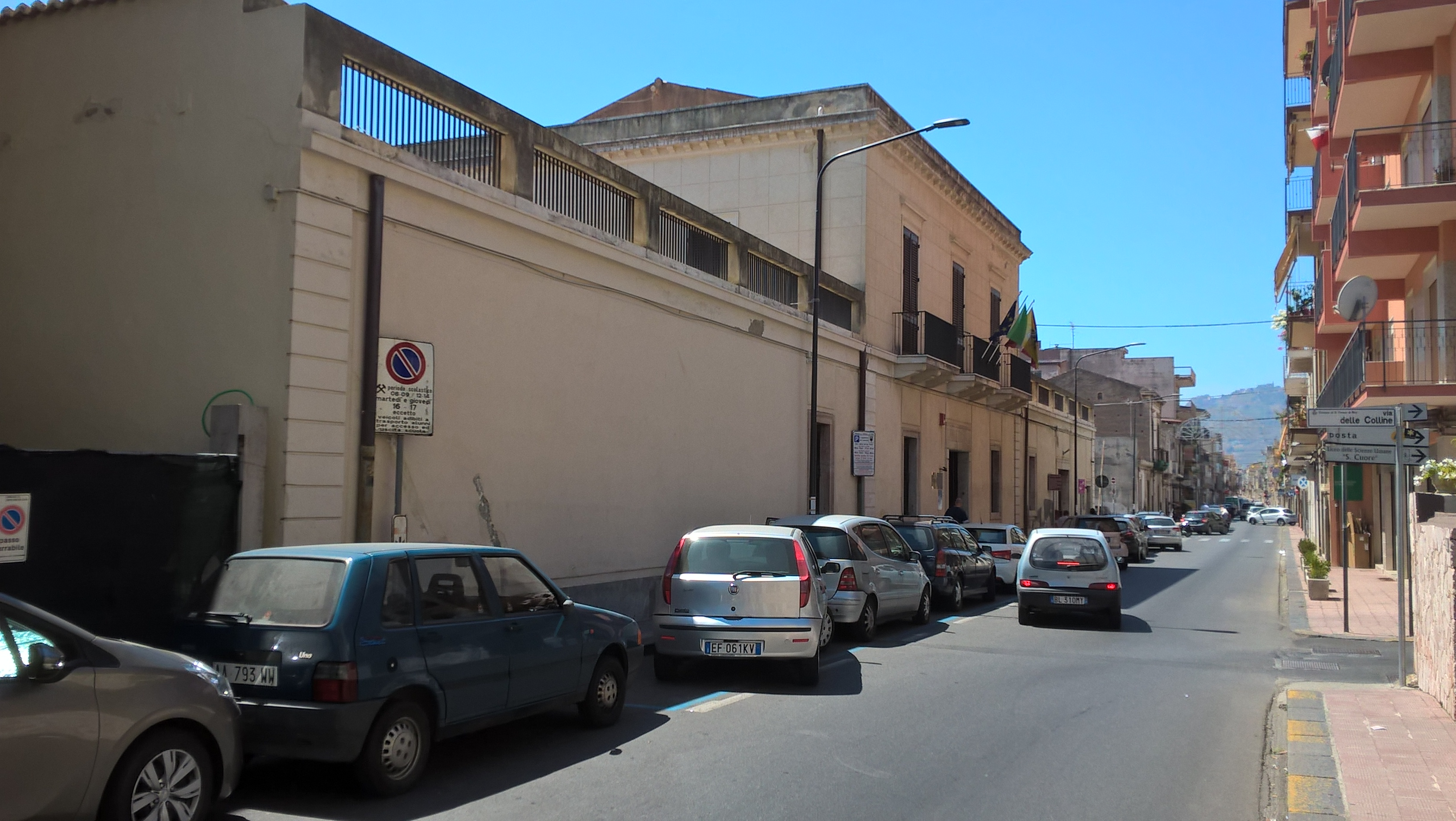
Palazzo Crisafulli-Ragno oggi Palazzo della Cultura

- Villa Crisafulli-Ragno - Palazzo della Cultura venne edificata verso il 1890 dalla famiglia savocese dei Crisafulli. È un palazzo signorile con annesso un parco, presenta uno stile neo-classico e sorge al centro della città, È stata acquistata nel 2002 dall'amministrazione comunale e restaurata. Nel 2008 è stata ribattezzata "Palazzo della Cultura", da allora ospita altresì la biblioteca comunale e alcune associazioni culturali. Fino al novembre 2012 è stata la sede dell'Unione dei comuni delle Valli joniche dei Peloritani, trasferitasi poi a Sant'Alessio Siculo. Dal gennaio 2013 ospita, nella Sala del caminetto, le adunanze del consiglio comunale di Santa Teresa di Riva.

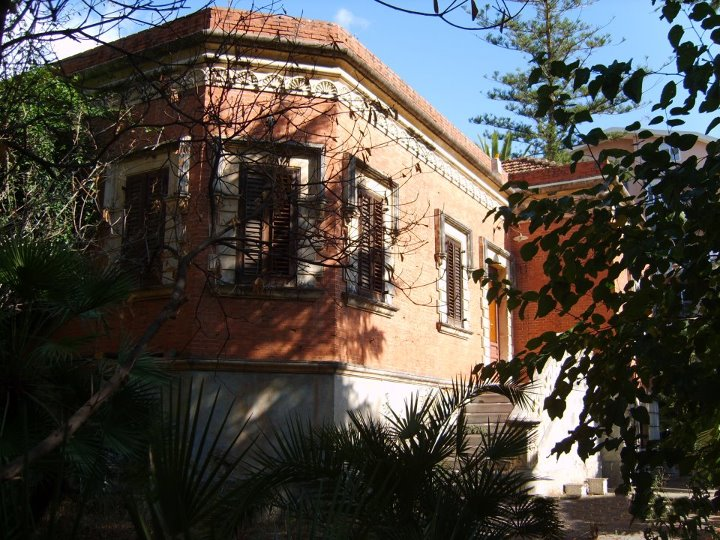
Villa Marchesi Carrozza, in via Roma. Esempio di stile liberty della seconda metà del secolo XIX

- Villa Carrozza. Edificata nel 1870 dai Marchesi Carrozza, seguendo un progetto acquistato a Parigi, sorge nel quartiere Torrevarata. Ha un piano fuori terra e un piano seminterrato, presenta uno stile Liberty; all'interno è riccamente affrescata. È immersa in un parco di circa tremila metri quadrati. Nel 1982 è stata dichiarata di notevole interesse storico ed architettonico dall'Assessorato regionale siciliano per i beni ambientali e culturali. Dopo essere stata venduta dagli eredi dei Marchesi Carrozza, nel 2015 è stata restaurata e da allora è diventata una struttura turistico-ricettiva.[9]

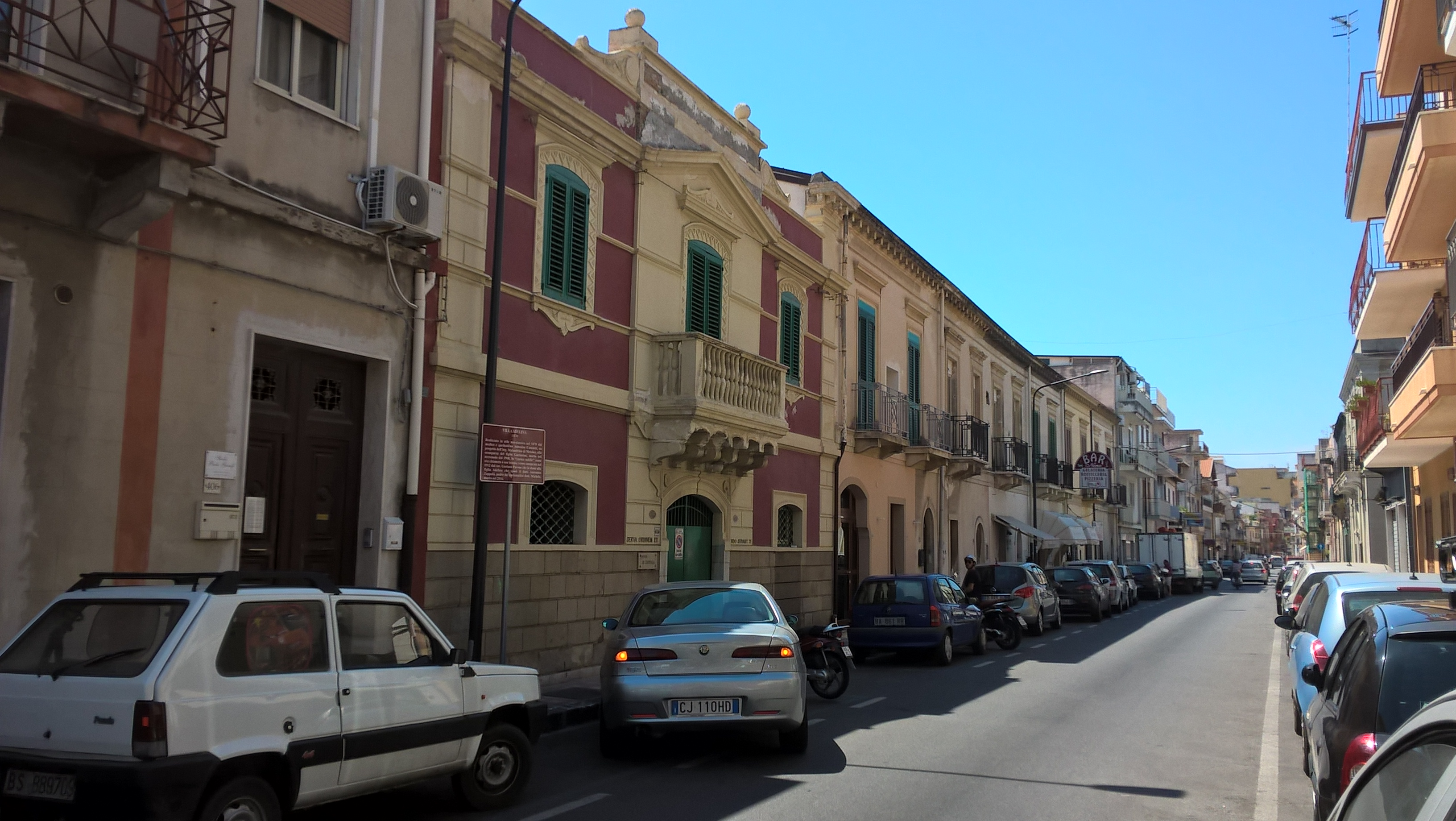
In primo piano sulla sinistra villa Adelina (1878), a seguire Palazzata Caminiti (1850)

- Palazzata Caminiti, venne realizzata nel 1850 dai Caminiti, famiglia di possidenti terrieri, è in stile neo-classico, sorge nel quartiere Bucalo. Tra il 1867 e il 1907 fu sede del municipio e della pretura di Santa Teresa di Riva.
- Villa Adelina, a due piani fuori terra, si erge accanto alla sopracitata palazzata Caminiti. Edificata nel 1878 dal dott. Antonino Caminiti (1836-1897), su progetto dell'ing. Malandrino di Messina, era originariamente chiamata "casina nobile"; presenta uno stile neoclassico di sapore settecentesco. È tutelata dal vincolo architettonico della Sovrintendenza di Messina.
- Palazzo Tornatola - ex Municipio. Edificio di tre piani (uno seminterrato) situato nel centro storico cittadino. Venne costruito nella seconda metà del XIX secolo dal dott. Tornatola da Savoca ed utilizzato come residenza di famiglia. Nel 1923 venne acquistato dall'amministrazione comunale ed adibito a Palazzo municipale, ospitando anche la pretura circondariale. Nel 1985 venne sottoposto ad un totale restauro che stravolse lo stile ottocentesco che lo caratterizzava, assumendo un anonimo stile moderno. Nel 1993 gli uffici municipali vennero trasferiti nel vicino nuovo palazzo municipale dove hanno tuttora sede.

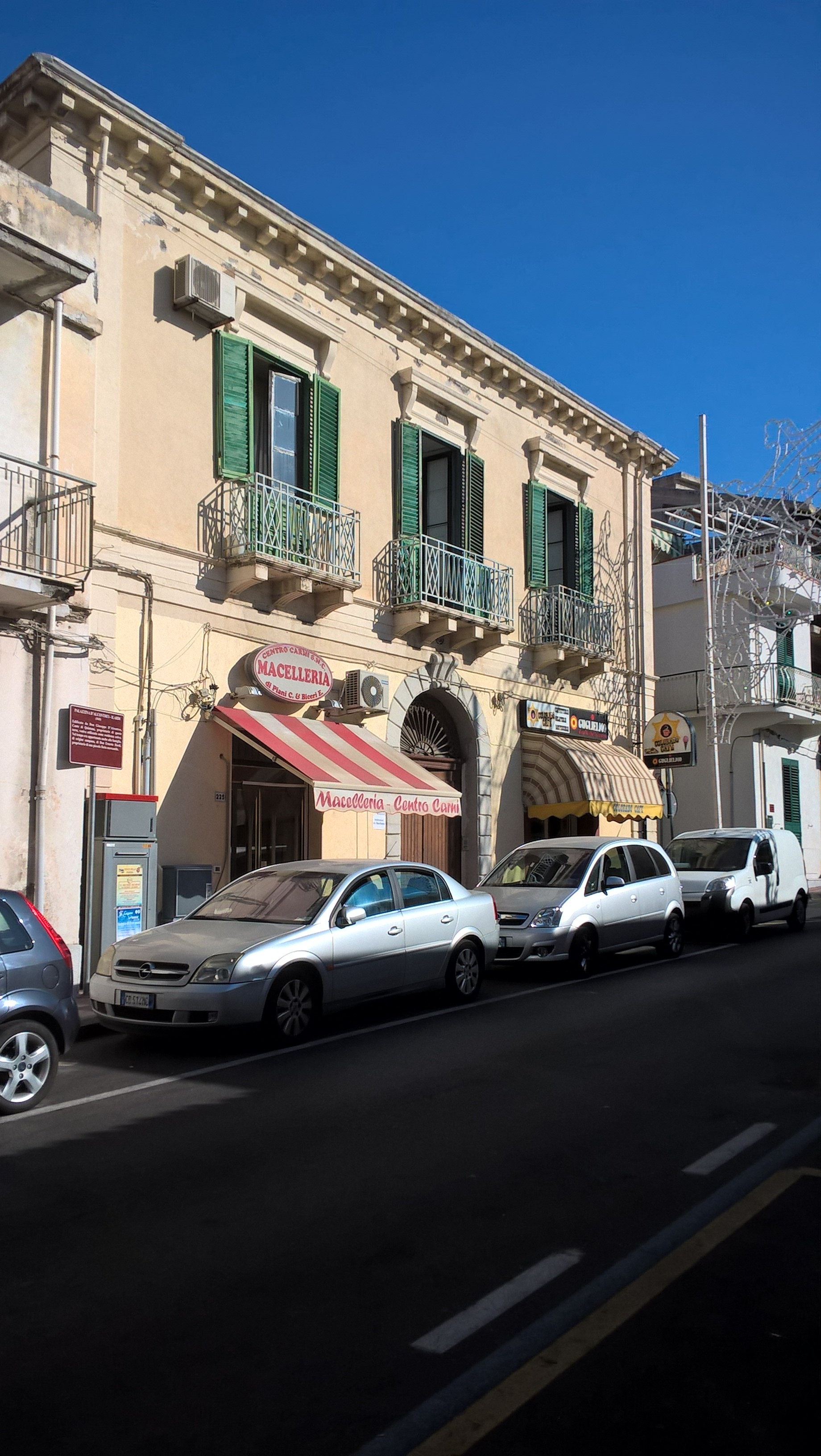
Palazzo D'Alcontres-Ilardi (1843)

- Palazzo D'Alcontres-Ilardi. È del 1843, sorge nel quartiere Porto Salvo. È di fattura prettamente ottocentesca e, presenta nel mezzo della facciata un grande portale d'ingresso ad arco decorato con pietre bugnate. Venne edificato accanto alla vecchia chiesetta del 1765 di Santa Maria di Portosalvo.
- Palazzina Atelana, è in stile Liberty e venne costruita nel 1920. Era annessa all'omonimo stabilimento industriale che in due precise epoche si occupò dell'estrazione dell'essenza di limone e di acido tartarico (con il nome di Citrica) e successivamente come unica fabbrica europea che trasformasse i prodotti lavici del vicino vulcano Etna in materiali coibenti simili all'odierna lana di vetro. La palazzina fu voluta per ospitare la famiglia dei dirigenti lo stabilimento.

Nel quartiere Bùcalo, in via Fiorentino, sono presenti alcuni antichi pozzi ed un acquedotto del secolo XIX. Nella parte alta del quartiere Sparagonà esistono tre agglomerati di case, attraversati da un vicolo stretto, risalenti alla metà del secolo XIX. Degni di nota sono anche l'antico centro storico della frazione Misserio e la piccola e panoramica frazione di Fautarì. Caratteristico è il quartiere del Macello, oggi chiamato Borgo Marino, di chiara origine ottocentesca, si trova quasi nel centro del paese ed è caratterizzato dagli stretti vicoli che si intersecano ad angolo retto e dalle antiche abitazioni, abitate un tempo dai pescatori "sciabbacoti".

### Architetture militari

#### Torre Saracena o Torre Bucalo

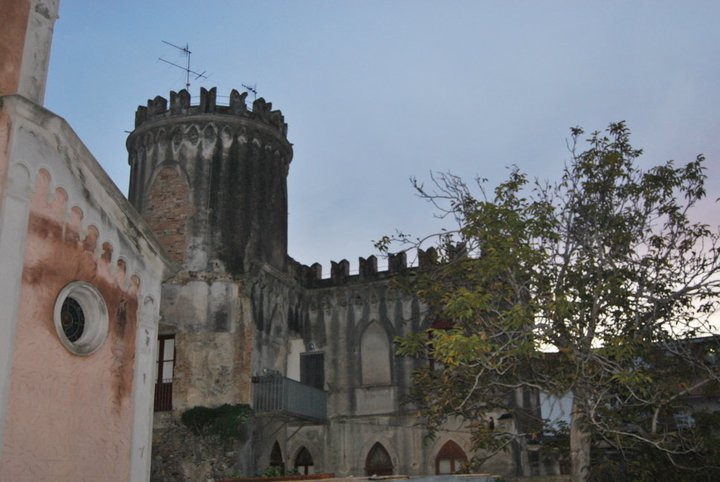
La torre Saracena, prospetto nord

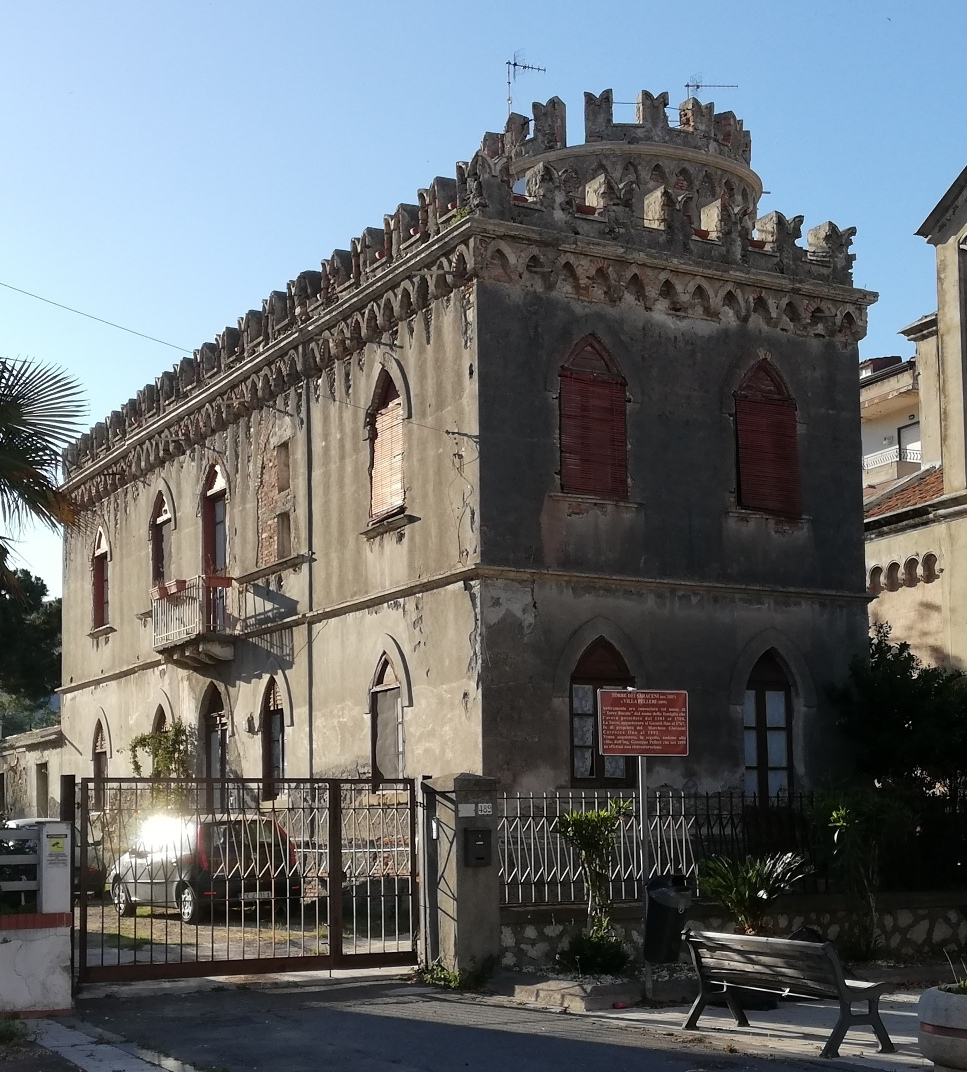
Palazzina adiacente e coeva alla Torre Saracena, prospetto principale su piazza del Carmine

La torre Saracena sorge nel centro storico, quartiere Bùcalo, accanto alla chiesa matrice della Madonna del Carmelo. Non è stata edificata dai Saraceni, ma a difesa dalle loro scorrerie. La sua costruzione risale al 1506 ad opera della famiglia savocese dei Bucalo. Ha forma cilindrica ed ha annessa una palazzina merlata risalente allo stesso periodo. La palazzina ha due piani fuori terra, la torre ne ha tre. Studi condotti nel 2002 dallo storico locale Salvatore Coglitore hanno appurato l'esistenza sia sotto la torre che sotto la palazzina, di due piani interrati, di cui uno accessibile e l'altro pieno di detriti alluvionali risalenti alle alluvioni del torrente Savoca del 1934 e 1958.  Si evince, dunque, che questo edificio in origine doveva superare i 15 metri di altezza. La tradizione orale dei luoghi, parzialmente confermata da osservazioni tecniche e storiche di studiosi locali, tramanda l'esistenza di un cunicolo sotterraneo (oggi pressoché crollato) che metteva in comunicazione questa torre con la torre del Baglio, distante circa 500 metri. Inserita nel sistema difensivo cinquecentesco delle torri costiere della Sicilia, la "torre dei Bucalo" aveva una certa importanza nel territorio; tanto è vero che, il 12 agosto 1695, al suo interno venne stipulato l'atto che separava il villaggio di Pagliara dall'amministrazione di Savoca e lo proclamava comune autonomo.
In occasione della Rivoluzione siciliana del 1848 il complesso edilizio (come anche la vicina torre del Baglio) nel marzo 1849, fu colpito e danneggiato dalle cannonate delle unità navali della Marina del Regno delle Due Sicilie al termine del cruento assedio di Messina del 1848/49.
Dopo qualche decennio di totale abbandono, nel 1892, la torre venne restaurata, ma tale intervento ne mutò i connotati originari: infatti ancora oggi presenta i caratteri e lo stile derivanti dal restauro del 1895.

### Torre del Baglio

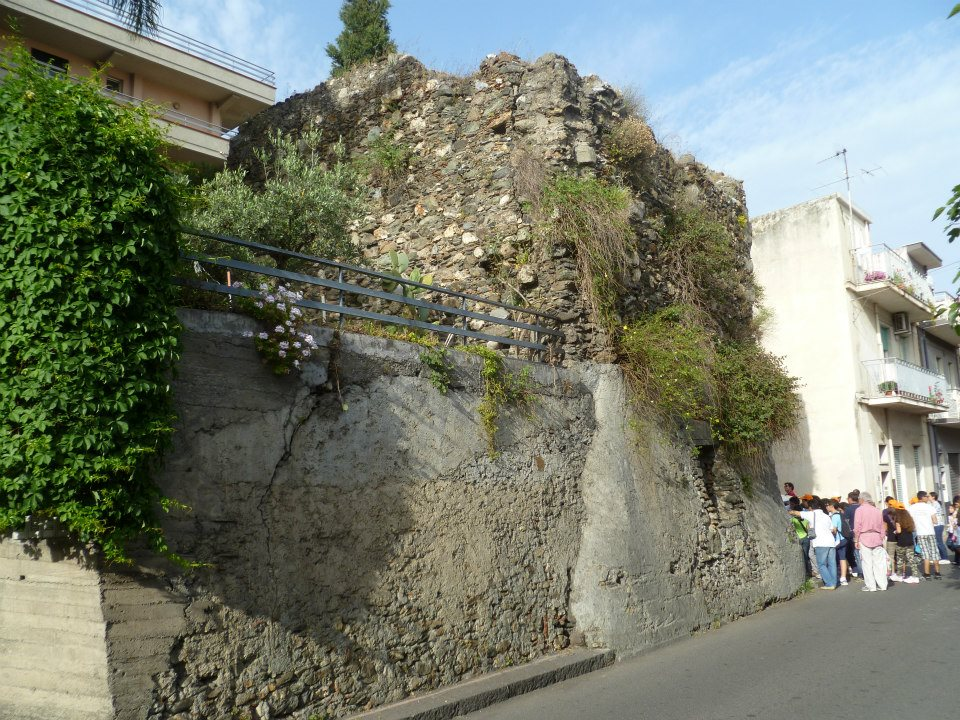
La Torre del Baglio situata nel quartiere Sparagonà

La torre del Baglio, in siciliano "Turri du Bagghiu" venne eretta nel 1506 dall'architetto e latifondista savocese messer Pietro Trimarchi (1465-1534) sulla scorta di una Licentia populandi rilasciata dal Viceré di Sicilia, è situata nel quartiere Sparagonà; era a due piani, ma oggi ne resta un troncone peraltro in condizioni di degrado.
Prende il nome dal fatto che si trovava nel bel mezzo di un antico quartiere di case, "u bagghiu", tra loro accomunate da un grande cortile. Era inserita nel sistema difensivo delle torri costiere della Sicilia.
Da antichi Riveli di beni ed anime, risalenti al 1593, custoditi a Palermo presso l'archivio del Tribunale del Real Patrimonio del Regno di Sicilia, risulta che "Antonina Crisafulli, vedova di Binidittu Buculu, abitatrice della Terra di Savoca" era proprietaria di questa torre e della vigna che la circondava.
Nel marzo 1849, al termine della Rivoluzione siciliana del 1848, durante il drammatico assedio di Messina, la torre, per rappresaglia, fu bersaglio di un cannoneggiamento navale, effettuato da unità della Marina del Regno delle Due Sicilie, che la distrusse parzialmente e mandò in totale rovina il palazzotto attiguo. In seguito, la torre venne venduta a privati.

### Torre di Catalmo

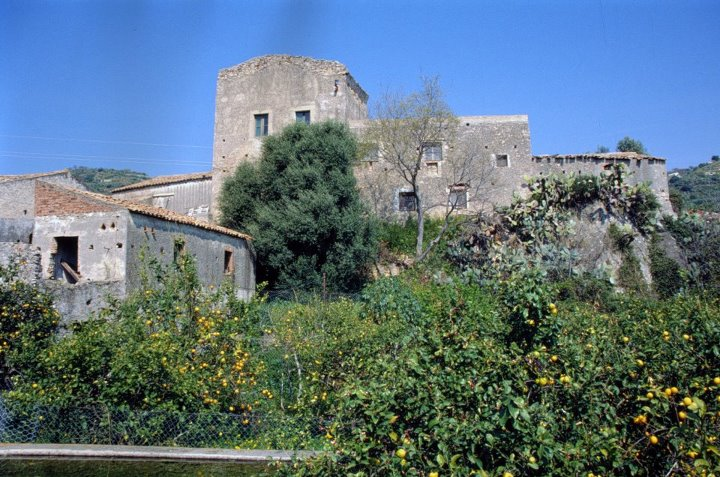
La Torre Catalmo (secolo XV), al centro dell'omonimo quartiere

La torre di Catalmo o "Torre Catalmo" sorge nell'omonimo quartiere (al confine col comune di Savoca) ed è in discrete condizioni di conservazione, è a pianta quadrata a due elevazioni.
Si erge nel bel mezzo del sito in cui anticamente doveva trovarsi la cittadina di Phoinix e non si esclude che sia sorta sulle basi di un più antico manufatto di epoca antica. La torre di Catalmo venne edificata nel 1556 dal latifondista Giuseppe Trimarchi da Savoca, proprietario di queste terre a difesa delle stesse. Fino a tutto il XVIII secolo fu una torre militare di grande importanza strategica, in costante contatto con il vicino castello di Pentefur. Verso la fine del XVIII secolo, venendo meno la minaccia dei pirati, perse le sue peculiarità strategico-difensive. Fino al 1970 era adibita a civile abitazione.

### Torre Avarna
Oggi ne sopravvivono solo miseri resti. Come quella vicina di Catalmo, venne anch'essa eretta, nel XVI secolo, dalla facoltosa famiglia Trimarchi a difesa della vasta proprietà circostante. Era a pianta circolare e a due piani, con finestre e feritoie, sulla sommità era collocata una colubrina rivolta verso il mare. Si ergeva nel quartiere Bolina, nel sito su cui era probabilmente situato l'antico centro abitato di Phoinix. Inserita nel sistema difensivo delle torri costiere della Sicilia, era posta in costante comunicazione visiva col castello di Sant'Alessio Siculo e con quello di Pentefur. Diventata proprietà della famiglia Avarna verso la metà del XVIII secolo, venne demolita quasi del tutto nel 1839. In questo sito, sempre nel 1839, eseguendo degli scavi, si rinvennero un mezzo busto in marmo, vasellame di terracotta, armi, monete d'età romana.

#### Casa-Torre degli Avarna
Altresì detta Torre Bolina o "Casa-Fortezza di Bolina", è ubicata nelle immediate vicinanze della suddetta Torre Avarna. Venne eretta nel XVI secolo e aveva funzione difensiva più che di avvistamento. È alta circa 20 metri e consta di due piani. Al piano terra c'erano due accessi, sovrastati da una piattabanda e da un arco a tutto sesto, costruiti in mattoni; nella parte centrale della facciata si nota una piccola finestra. Al secondo piano fanno bella mostra due pregevoli balconi, con ringhiere in ferro battuto, sorretti da robuste mensole di pietra.

### Torre Varata
Oggi non più esistente, si ergeva, altissima, nei pressi dell'omonimo quartiere cui diede il nome. Torre militare integrata nel sistema difensivo della riviera, aveva forma cilindrica a due elevazioni e sulla sommità era dotata di colubrina. Quando nel 1870 venne demolita era in stato di sfacelo, il tifone del 1763, minandole le fondamenta, l'aveva pericolosamente incrinata quasi al punto di cadere, da qui il termine siciliano varata, inoltre, a causa di dette precarie condizioni, era chiamata anche turri muzza.

## Società

### Evoluzione demografica
Abitanti censiti

### Etnie e minoranze straniere
Al 31 dicembre 2019 gli stranieri residenti a Santa Teresa di Riva sono 471, pari al 5,00% della popolazione complessiva. Le comunità più numerose sono:
- Romania: 255
- Cina: 39
- Ucraina: 31
- Marocco: 28

### Tradizioni e folclore

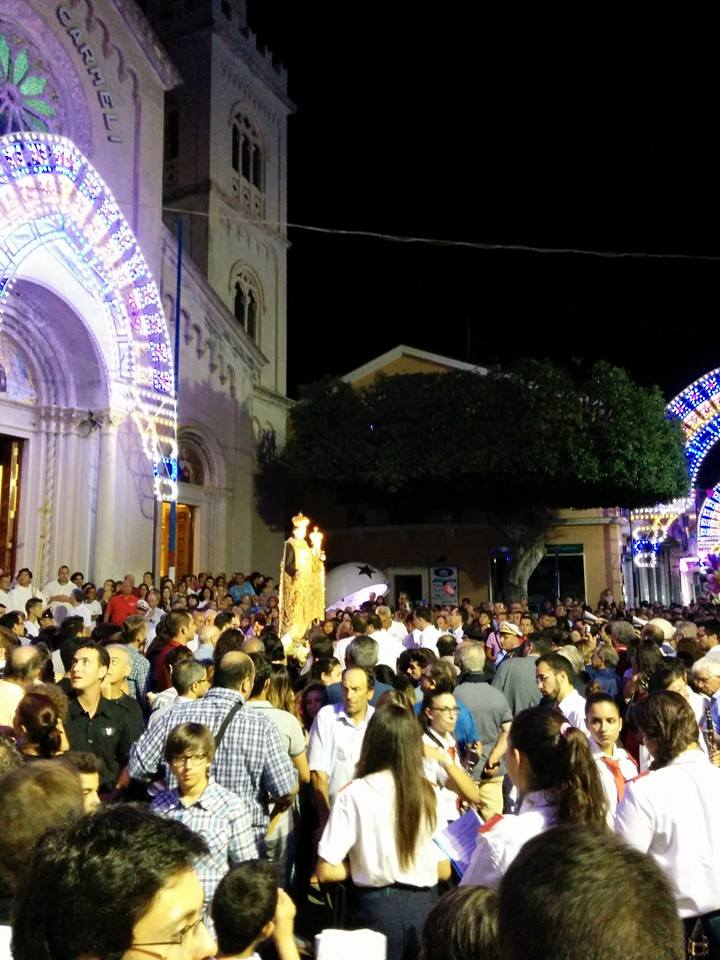
Processione simulacro S. Maria del Carmelo, rientro in chiesa, 16 luglio 2014

Festa patronale in onore di Santa Maria del Carmelo: celebrata il 16 luglio di ogni anno, è la tradizione locale più antica; in quanto le sue origini risalgono al XVIII secolo. In occasione di tale evento viene portato in processione per le vie del paese il simulacro ligneo della Madonna del Carmelo.
Festa in onore di Santa Maria di Portosalvo: presso l'omonima parrocchia sita nel quartiere Portosalvo-Barracca. Si tiene il primo fine settimana di agosto e in tale occasione si svolge una caratteristica processione a mare in cui il simulacro della Santa Vergine percorre, a bordo di una grande barca, lo specchio di mare antistante la cittadina di Santa Teresa di Riva seguita da una moltitudine di imbarcazioni.
Festa dei Santi Cosma e Damiano: L'ultima domenica di settembre, vengono festeggiati nella parrocchia della Sacra Famiglia, i Santi Cosma e Damiano. In occasione di detta festa, il complesso statuario dei Santi Medici viene portato in processione lungo tutto il Corso Regina Margherita, percorrendo altresì le vie del quartiere Torrevarata. La prima edizione della festa si tenne nel 1928.

## Cultura

### Istruzione
A Santa Teresa di Riva sono presenti cinque scuole elementari, una scuola media e due scuole superiori statali: liceo classico e scientifico. È inoltre presente un istituto superiore paritario alberghiero gestito dalle Ancelle Riparatrici.

### Biblioteche
- Palazzo della Cultura, Biblioteca Comunale e Polo Congressi.

### Teatro
- Teatro Val d'Agrò.
- Auditorium delle Ancelle Riparatrici.

### Opere pubbliche
- Opera in acciaio inox Sirena (metri 6) dell'artista Nino Ucchino.
- Opera in acciaio inox Boccavento (metri 4) dell'artista Nino Ucchino.
- Opera in acciaio inox Galassiopea (metri 4) dell'artista Nino Ucchino.
- Opera in cemento dipinto Guerriero (metri 2) dell'artista Nino Ucchino.

## Geografia antropica
Il centro storico è suddiviso nei seguenti quartieri: Bucalo, Sparagonà, Sacra Famiglia-Borgo Marino (o Macello), Torrevarata, Pozzo Lazzaro, Ciumaredda-Porto Salvo, Cantidati, Barracca, Bolina e Catalmo; fuori dal centro urbano ci sono le frazioni di Landro, Casalotto, Quartarello, San Gaetano, Giardino, Misserio e Fautarì. Tra le contrade rurali si ricordino: Spagnolo, Combraci, Ponte Aceto, Torremuzza, Ligorìa e Barone. I suddetti quartieri e sobborghi sono ripartiti tra quattro parrocchie: Santa Maria del Carmelo (Patrona della città), Sacra Famiglia, Madonna di Porto Salvo e San Vito Martire (a Misserio e Fautarì).

### Frazioni

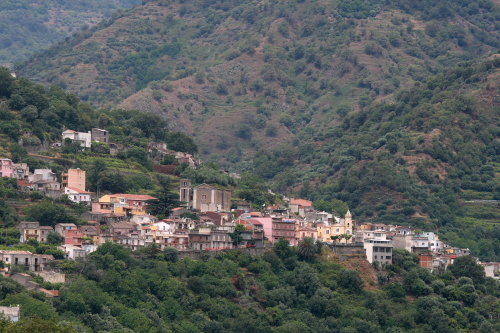
Panorama della frazione Misserio

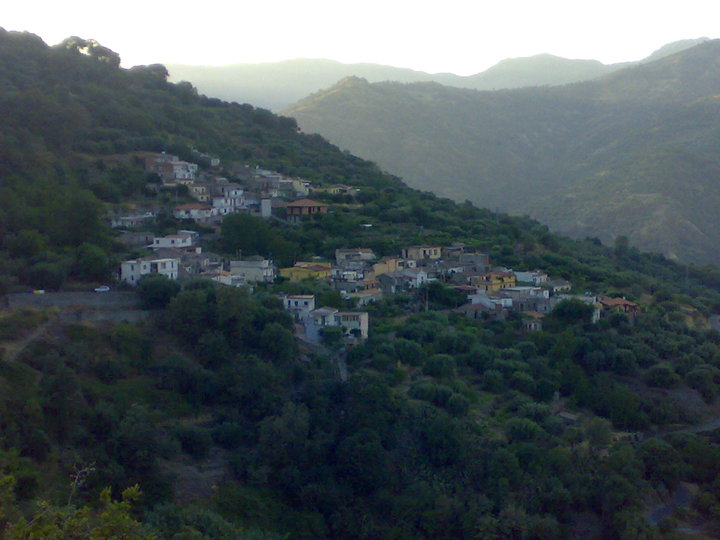
Panorama della frazione Fautarì

- Misserio (Missarìu in siciliano): posto a monte, a 8 km dal capoluogo comunale, è un borgo collinare che conta 375 abitanti.
- Fautarì (Fautarì in siciliano): situata a poca distanza da Misserio, con cui ha sempre condiviso le vicende storiche ed amministrative, è una minuscola e panoramica frazione abitata da poco più di trenta persone (perlopiù anziani) dedite all'agricoltura ed all'allevamento di sussistenza.
- Giardino ('u Giaddinu in siciliano): conta circa 100 abitanti e sorge a circa 2 km dal centro storico. È ripartito in due quartieri: Giardino Inferiore, ove abita la maggior parte della popolazione, e Giardino Superiore. Ebbe origine tra la fine del XVIII e l'inizio del XIX secolo. Il nome deriva dagli agrumeti in cui è immersa. Nelle immediate vicinanze ci sono le piccolissime frazioni di San Gaetano, ove sorge l'omonima chiesetta del 1746, e Quartarello, popolato, ormai, da poche decine di abitanti.

### I quartieri del centro storico
Suddivisione storica dei quartieri di Santa Teresa di Riva:

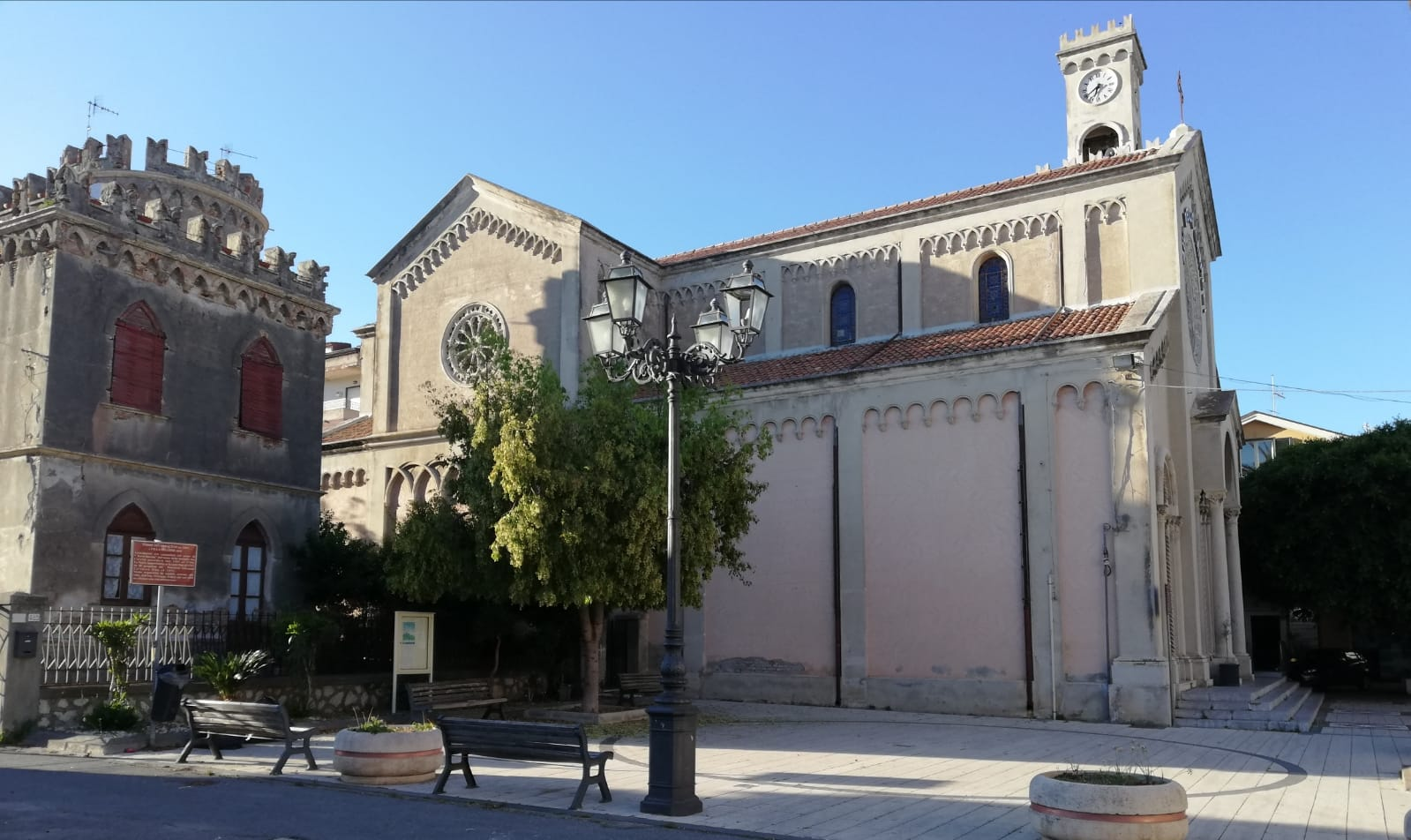
Quartiere Bucalo, Piazza Madonna del Carmelo ed edificio medievale detto Torre Saracena

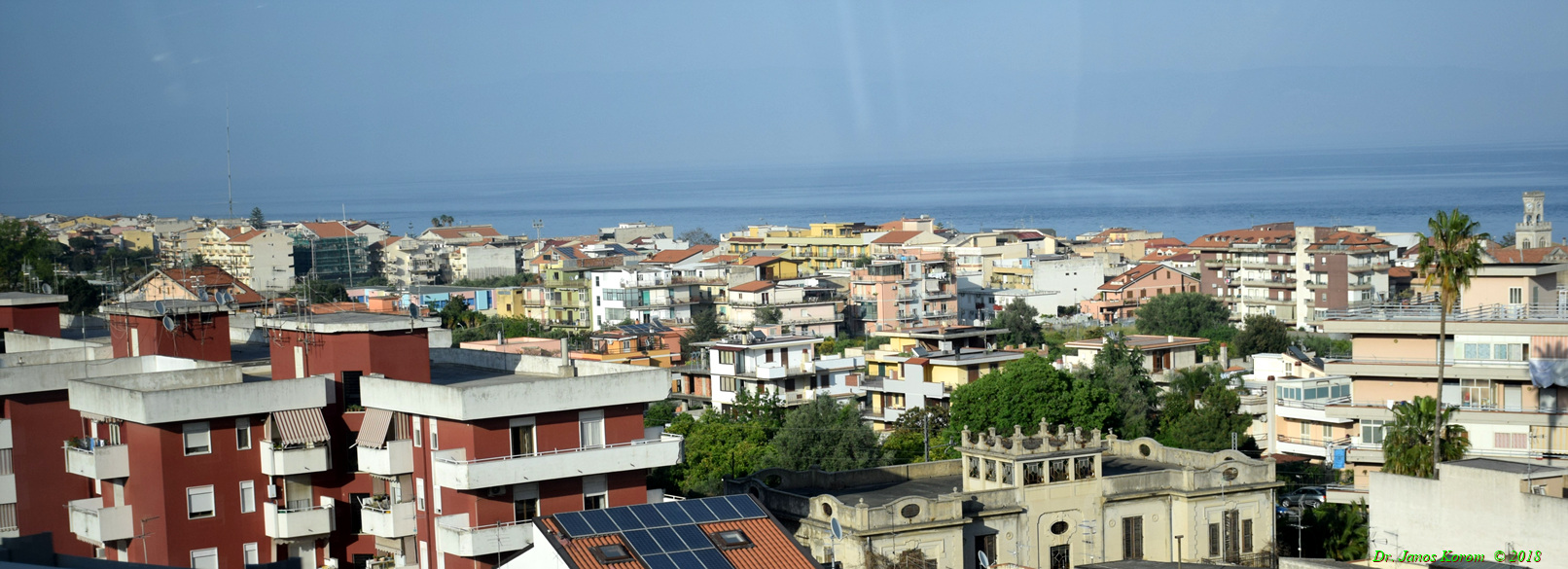
Panoramica del quartiere Bucalo

- Bùcalo (Bùculu in siciliano): quartiere del centro storico situato nella zona nord dell'abitato. La località prende il nome dalla nobile famiglia savocese dei Bucalo, che dal 1503 circa la ricevette in concessione dall'Archimandrita di Messina Alfonso d'Aragona per essere coltivata. Al centro del quartiere insiste la piazza su cui si affacciano la chiesa matrice cittadina, riedificata nel 1929 e dedicata alla Madonna del Carmelo, e l'antico edificio merlato denominato comunemente torre Saracena. Alle spalle del Santuario di Santa Maria del Carmelo, il quartiere popolare Fiorentino che prende il nome dalla famiglia di proprietari terrieri che proprio in questa zona possedevano una grande tenuta agricola. Gli abitanti sono indicati come "bucaloti", ma anche "urtulani" ("ortolani"); questo secondo appellativo potrebbe derivare da un vecchio e ormai perso topos legato ad una zona incastrata tra le attuali vie Fiorentino e Padre Giampietro, un tempo sede di rigogliosi orti, stante il fertilissimo riporto alluvionale dei luoghi, ove andava a perdersi un antico ramo del delta del Torrente Savoca. Inizialmente paludoso (i cacciatori dell'epoca lo conoscevano come "'u biveri", luogo prediletto per la posta venatoria dei volatili "di passa" e "stanziali" che vi trovavano acqua e ristoro), la zona fu poi bonificata nel XIX secolo. Ancora in questo storico quartiere si cerca di individuare (e gli storici locali da tempo vi concentrano i loro studi) l'altro ormai perduto topos locale "san Micineddu" o "san Micilittu", diminutivi di "san Domenico", di cui traspare qualche traccia in documenti antichi, riconducibile alla presenza sul territorio dei Padri Domenicani del Convento di Savoca nel XVII secolo.

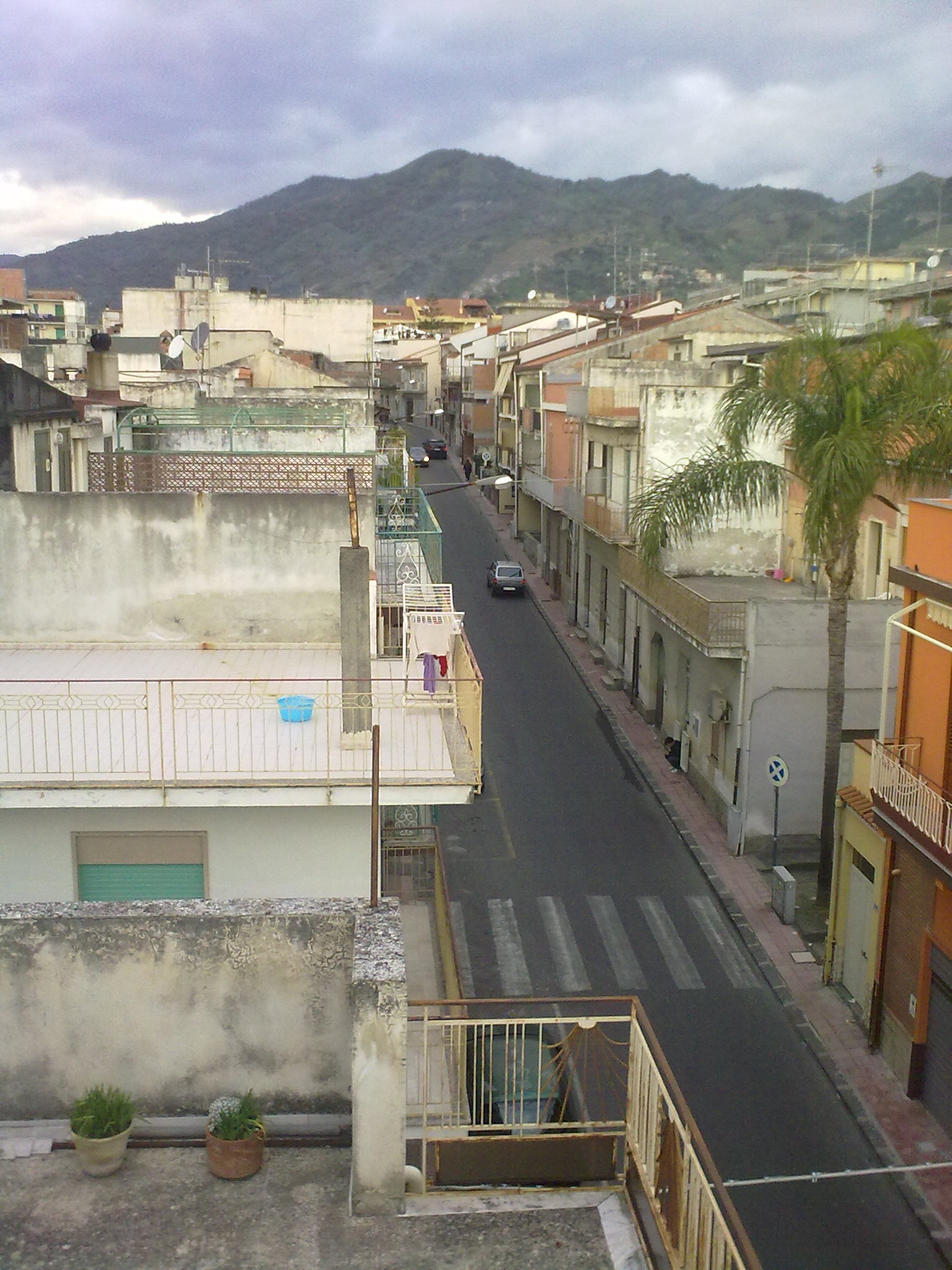
Scorcio del quartiere Sparagonà

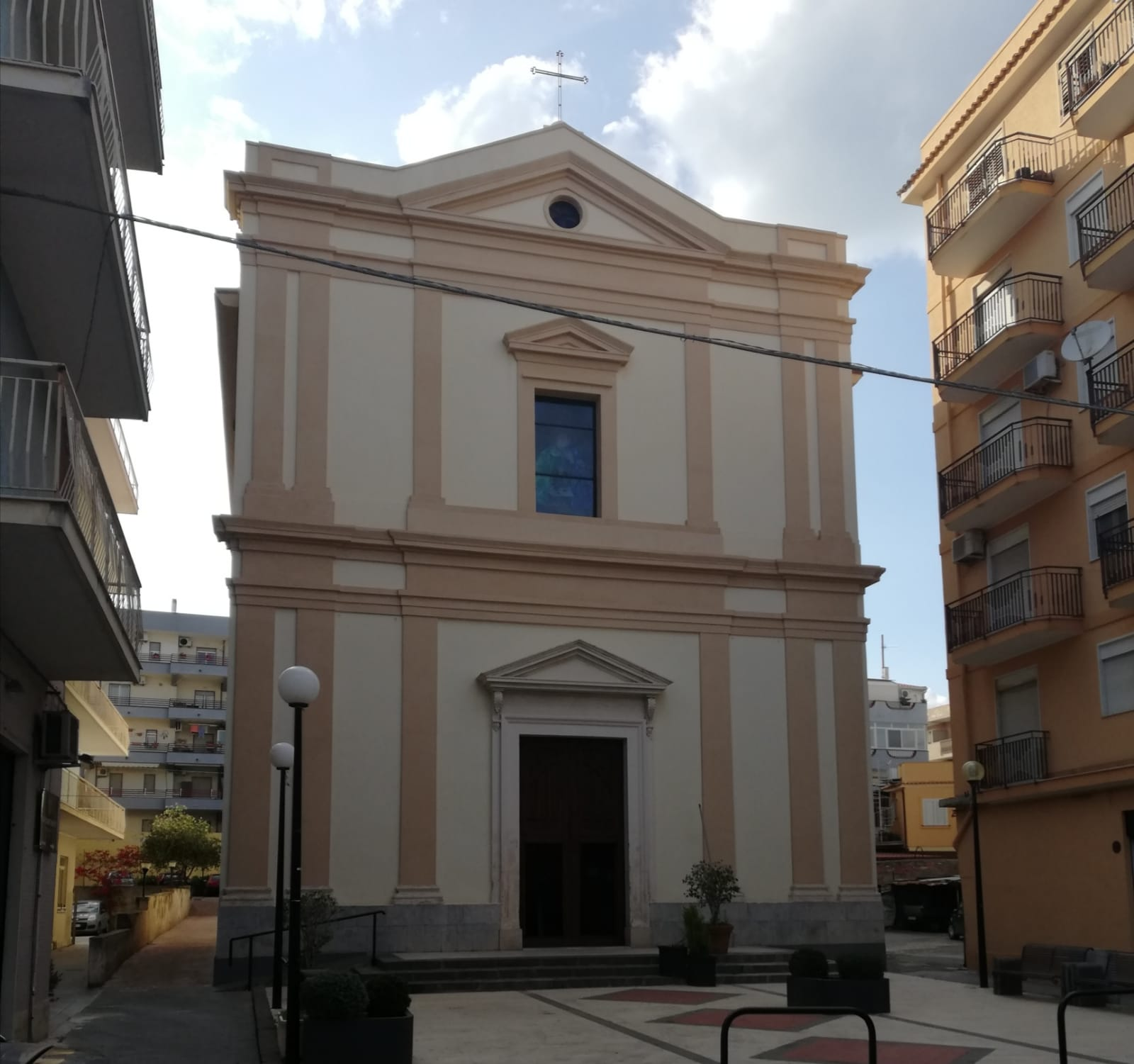
La Chiesa Sacra Famiglia, detta anche "a Cappella" che ha dato il nome all'omonimo quartiere

- Sparagonà (Sparacunà in siciliano): antico quartiere popolare situato a monte del quartiere Bucalo. Il nome deriva da sparagone, varietà di grossi asparagi che cresceva rigogliosa in questa località; il toponimo Sparagonà è molto antico e lo si ritrova, in antichi documenti, già nel 1593. Questo era il quartiere dei contadini ed ebbe le prime origini, forse, agli inizi del XVI secolo, allorquando i primi sparuti agricoltori, provenienti da Savoca, lì si stabilirono per dedicarsi alla coltivazione di orti e vigneti, sostituiti, dal 1850 in poi, da vasti agrumeti. Anticamente era una delle tante borgate che, staccandosi da Savoca nel 1854, diedero vita all'attuale comune di Santa Teresa di Riva. Dal 1920 in avanti a Sparagonà si assistette ad un grande incremento edilizio e demografico e, tra il 1920 ed il 1968 esistevano due stabilimenti industriali, la Citrica e l'Atelana. Oggi Sparagonà è un grosso rione residenziale. Sorge qui l'antica Torre del Baglio, risalente al XVI secolo.

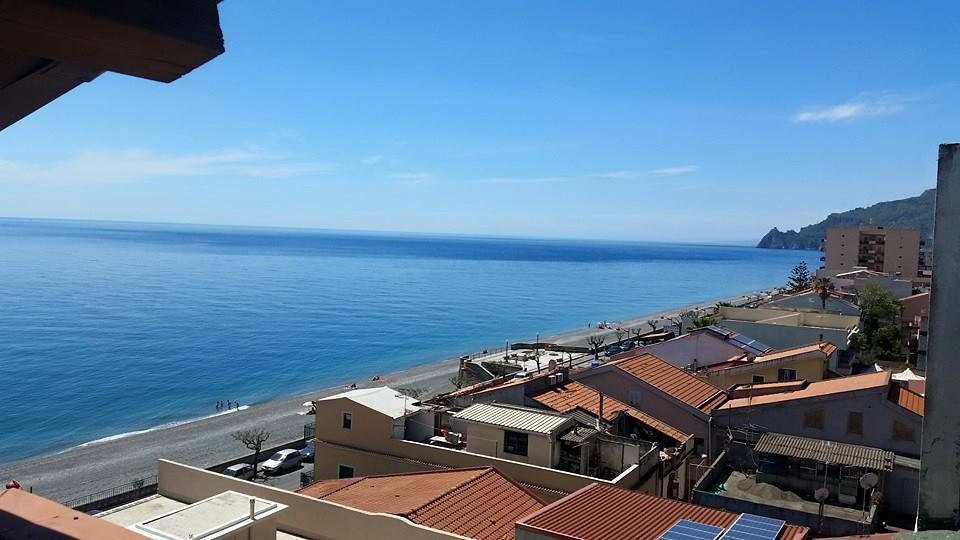
Scorcio del quartiere Borgo Marino e del lungomare "Paolo Borsellino"

- Borgo Marino - Cappella - Sacra Famiglia (quatteri a' Cappella o Macellu in siciliano): quartiere centrale del paese, chiamato anche Macello poiché qui sorgeva il vecchio mattatoio comunale demolito nel 1999 per essere sostituito da una piazzetta. È compreso tra il corso Regina Margherita ed il lungomare Paolo Borsellino. È caratterizzato da stretti vicoli che si intersecano ad angolo retto e dalle piccole case ottocentesche (di un certo pregio architettonico) un tempo abitate dai pescatori. Nelle immediate vicinanze troviamo la chiesa parrocchiale della Sacra Famiglia del 1903, costruita su un preesistente sito adibito a piccolo luogo di culto succursale alla Chiesa Matrice della Madonna del Carmelo e, definito per antonomasia "Cappella", finì per dare il nome all'intero quartiere. In questo quartiere sorgeva anche il carcere mandamentale di Santa Teresa di Riva, era sito sul corso Regina Margherita a destra dell'attuale chiesa della Sacra Famiglia; edificato nella prima metà del XIX secolo, venne anche adibito, fino al 1861 a "bagno penale" per detenuti politici, divenuto fatiscente e non più utilizzato, venne demolito verso il 1940, al suo posto, si trovano oggi un condominio e diverse civili abitazioni.

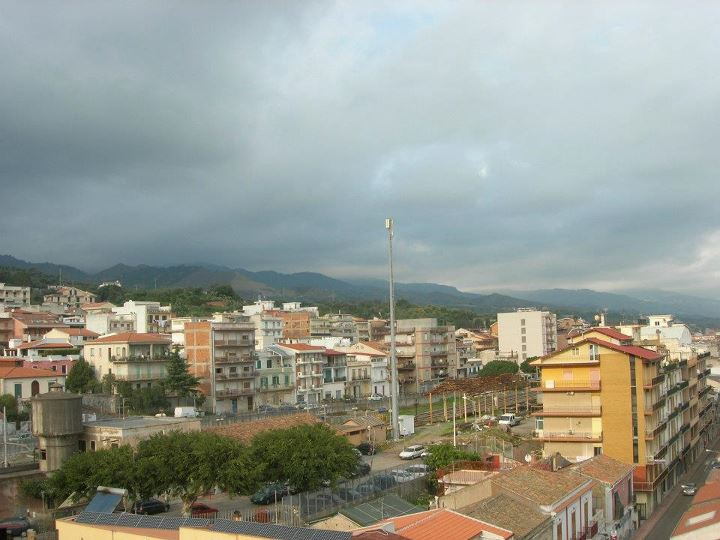
Quartiere Torrevarata e Stazione ferroviaria

- Torrevarata (Turrimuzza oppure Arreti a Stazzioni in siciliano): elegante quartiere residenziale, al centro del paese ed in posizione panoramica. Vi si trovano l'ufficio postale centrale e il liceo psicopedagogico. Prende il nome da un'antica torre medievale resa pendente e pericolante da un tifone e, demolita verso il 1870. Questo quartiere è di origine recente, sorse verso la fine del XIX secolo. Nel 1909, vi vennero poste alcune decine di baracche destinate ad ospitare numerosi superstiti del terremoto del 1908 provenienti dalla città di Messina. È stato sempre caratterizzato da signorili edifici e villette con giardino tra le quali spicca l'antica villa liberty dei Marchesi Carrozza del 1885. Verso il 1865, stando alle testimonianza di padre Giampietro Rigano, in questa località vennero alla luce i resti di quella che doveva essere la necropoli, forse ellenistica, dell'antico villaggio di Phoinix. A monte del quartiere Torrevarata si trovano le minuscole borgate di Landro (il cui nome deriva dalle piante di oleandro che rigogliose crescevano in questi luoghi) e di Casalotto (la cui origine del nome è intuitiva). Queste due borgate sorgono vicino al cimitero cittadino e sono abitate in tutto da una decina di famiglie. Sono di antica origine (XVIII secolo circa) e vennero costruite da umili contadini che anticamente lasciarono la nativa Savoca per insediarsi ivi e coltivare questi luoghi. Ancora oggi, soprattutto a Casalotto esistono le antichissime e piccole case un tempo abitate da questi contadini.

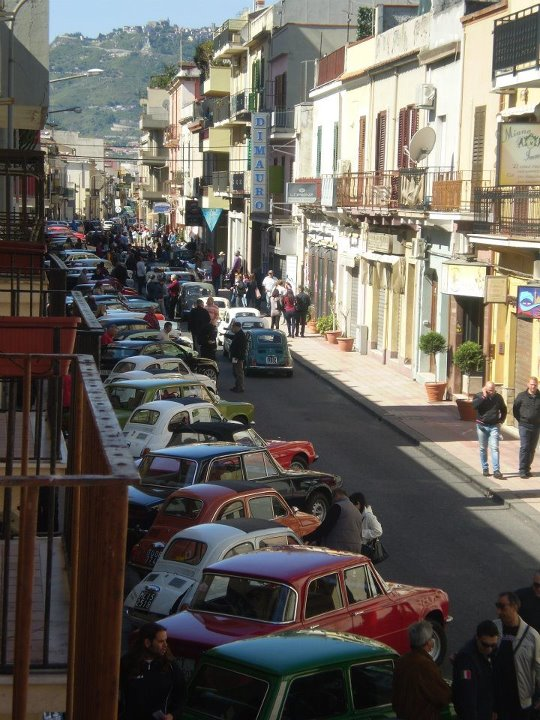
Il Corso Regina Margherita nel centralissimo quartiere Pozzo Lazzaro

- Pozzo Lazzaro (Puzz'i Llazzuru in siciliano): è nel pieno centro storico, vi si trovano il palazzo del municipio e la stazione ferroviaria cittadina. È il cuore commerciale del paese, ricco di negozi ed altre attività imprenditoriali. In questo quartiere hanno sede il liceo classico "E. Trimarchi", quello scientifico "C. Caminiti" e il palazzo della cultura sede della biblioteca comunale. Prende il nome dall'antico pozzo sito nella centralissima omonima piazzetta.

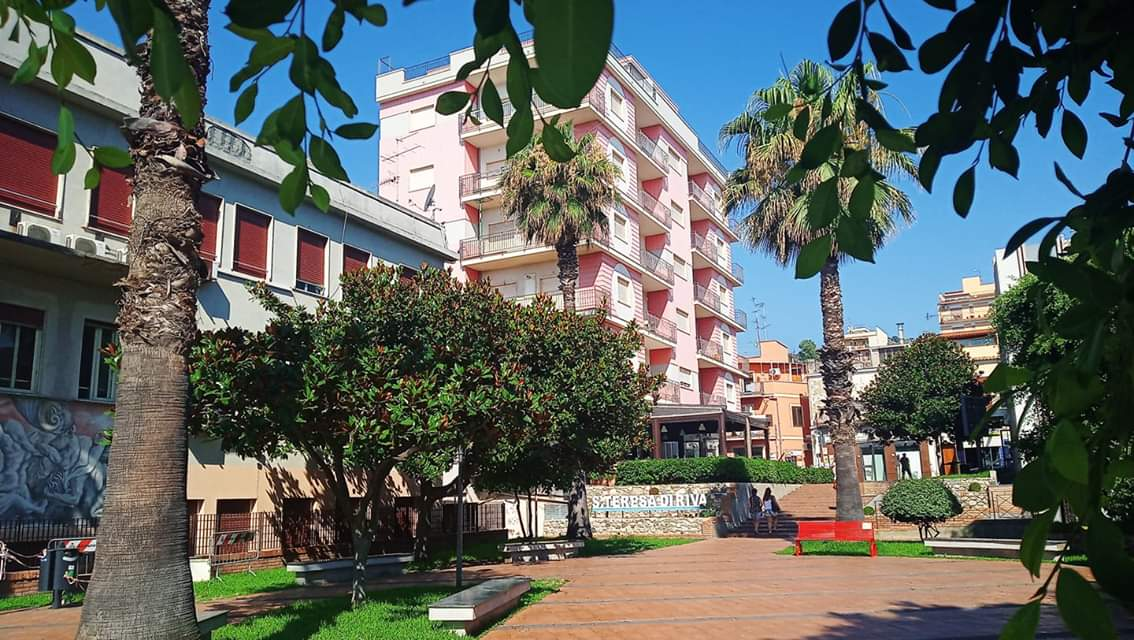
La Piazza Municipio

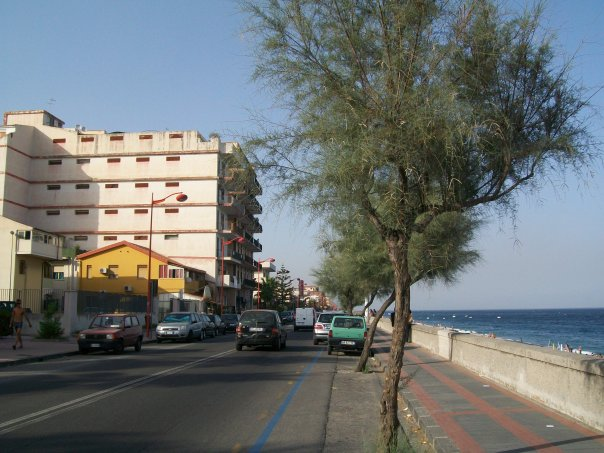
Il Lungomare "Paolo Borsellino"

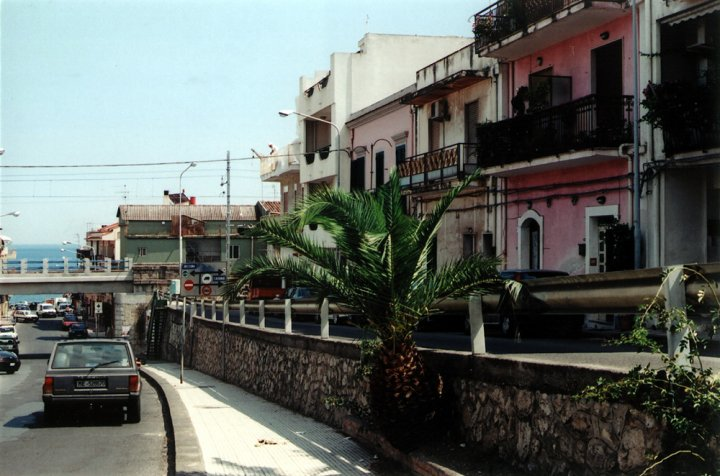
Quartiere Ciumaredda-Porto Salvo

- Ciumaredda-Porto Salvo (a' Ciumaredda in siciliano): popoloso quartiere del centro storico chiamato anche Porto Salvo, sorge lungo la centralissima via F. Crispi e la via Savoca. Prende il nome dal piccolo torrente (oggi intombato sotto via Porto Salvo) che lo attraversa, il torrente Porto Salvo, appunto. In questo quartiere sorge la grande chiesa parrocchiale dedicata a Santa Maria di Porto Salvo.
- Cantidati (Cantità in siciliano): borgata residenziale situata a monte del quartiere Ciumaredda, sulla strada verso Savoca, è di antica origine ed oscura risulta l'etimologia del toponimo. Negli ultimi anni sta attraversando un periodo di grande sviluppo edilizio di carattere residenziale.
- Barracca (Barracca in siciliano): popoloso ed importante quartiere del centro storico, all'estremità sud dell'abitato, in prossimità della Fiumara d'Agrò. Prende il nome dalla baracca di legno che nel XVIII secolo era usata dai doganieri per riscuotere il dazio dovuto per attraversare la vicina fiumara d'Agrò che, all'epoca, segnava il confine tra la Terra di Savoca e la Terra di Forza d'Agrò. Secondo una diversa ed altrettanto accreditata ipotesi, il nome potrebbe anche derivare dal campo militare britannico realizzato proprio in quella zona, verso il 1810, per dare ristoro alle guarnigioni in servizio presso il Castello di Sant'Alessio Siculo, troppo piccolo per ospitare stabilmente tutte le truppe; detto campo militare aveva il fine di difendere il Regno di Sicilia, alleato della Quinta coalizione antinapoleonica, dai possibili sbarchi di nemici provenienti dal Regno di Napoli di Gioacchino Murat. Questo quartiere, un tempo, assieme al quartiere Ciumaredda, era abitato dalle famiglie più facoltose del paese; oggi è un popoloso rione ricco di abitazioni ed attività commerciali ed artigianali, qui sorge, altresì, il piccolo "Teatro Val d'Agrò". Infine, all'estremità sud del quartiere, sulla sponda destra del torrente Agrò, c'è la grande piazza ove si svolge il mercato quindicinale del mercoledì mattina.

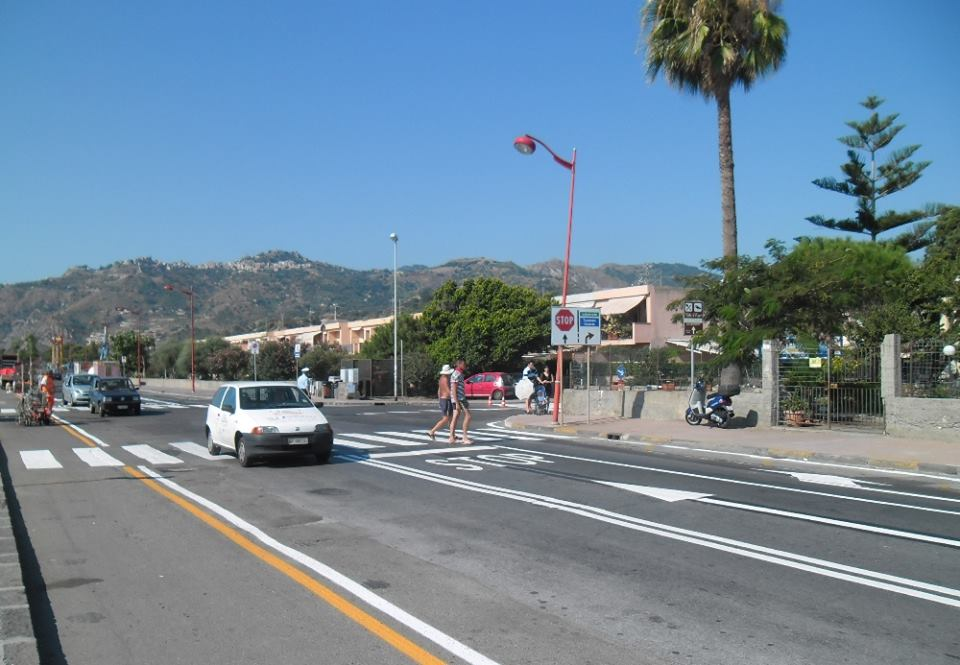
Scorcio del Lungomare "Giovanni Falcone" nel quartiere Barracca

- Bolina (Bullina in siciliano): piccolo quartiere residenziale del centro storico, è alle spalle del quartiere Barracca. Incerta è l'origine del nome, deriva forse da Bolina, qualità di vino.
- Catalmo (Catammu in siciliano): sorge alle spalle del quartiere Bolina; è un piccolo quartiere periferico. Il nome sembra derivi dal greco, e significa "davanti al mare" oppure "sotto la salsedine". In questo sito doveva sorgere la parte più consistente dell'antica cittadina di Phoinix. Ancora oggi è visibile l'antica torre Baretto, detta anche torre Catalmo. In questa località sorge il polo artigianale di Santa Teresa di Riva che ospita un buon numero di attività manifatturiere e commerciali.
- Scorsonello (Scuzzuneddu in siciliano): quartiere residenziale di nuova espansione, posto sopra Cantidati, in una zona panoramica che permette una bellissima vista. Il toponimo deriva dal siciliano e significa "scorciatoia", proprio perché, anticamente, attraversando questa contrada si arrivava a Savoca in breve tempo. Abbastanza popolato e in buona evoluzione demografica, trovandosi al confine con Savoca, molte volte è al centro di controversie, causate dal continuo rimbalzo di competenze tra i due comuni per qualsiasi tipo di problema, che si tratti della gestione dell'illuminazione pubblica o della riparazione della rete fognaria, con il risultato di costringere spesso e volentieri i residenti ad intervenire in prima persona per risolvere una grave situazione di trascuratezza da parte delle amministrazioni.

## Economia

### Agricoltura
È stato per secoli il settore trainante dell'economia locale. Anche se non più come un tempo, Santa Teresa di Riva è un centro agricolo specializzato nella produzione di agrumi:
- Limone Interdonato di Messina e verdello limone soprattutto.

Sono presenti limitatamente:
- la viticultura, si produce vino mamertino e nero d'Avola che generalmente non vengono commercializzati;
- la coltura dell'ulivo per la produzione di olio d'oliva, a tal'uopo presenti frantoi dediti all'estrazione dell'olio di oliva;
- coltivazioni di ortaggi, mandorle e frutta in genere (consumo interno);
- il florovivaismo;
- allevamenti di bovini, ovini, caprini e suini.

### Turismo
Il comune si fregia della Bandiera Blu, riconoscimento conferito dalla FEE alle migliori località costiere europee e fa parte del Distretto Turistico Taormina-Etna.

## Infrastrutture e trasporti

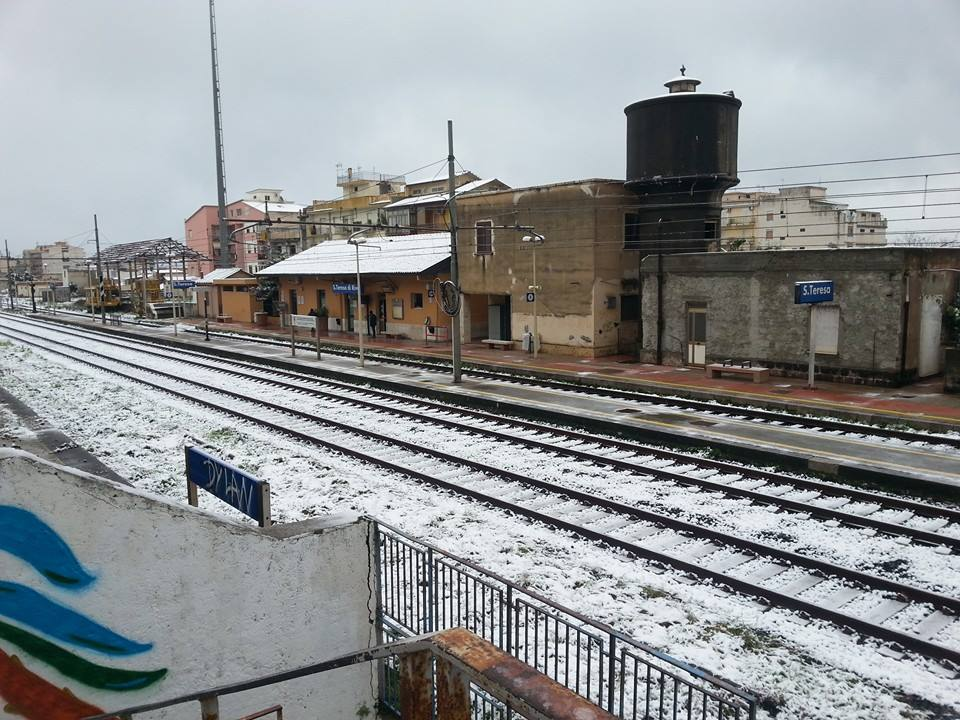
Panorama della Stazione di Santa Teresa di Riva in occasione di un'inconsueta nevicata

### Strade
Santa Teresa di Riva è interessata dalla strada statale 114 Orientale Sicula.

### Ferrovie
Il comune è servito dalla stazione di Santa Teresa di Riva posta sulla ferrovia Messina-Siracusa.

### Mobilità urbana
I trasporti interurbani di Santa Teresa di Riva vengono svolti con autoservizi di linea gestiti dalle società AST e Jonica S.p.A.

## Amministrazione
In virtù della recente normativa regionale siciliana sugli Enti locali, essendo Santa Teresa di Riva un comune con popolazione inferiore a 15 000 abitanti, vige il sistema maggioritario.

### Gemellaggi
- Fuveau, dal 2002.

### Altre informazioni amministrative
Il comune di Santa Teresa di Riva fa parte delle seguenti organizzazioni sovracomunali:
- regione agraria n.6 (Montagna litoranea dei Peloritani)[20];
- unione dei comuni delle Valli joniche dei Peloritani.

## Sport
Hanno sede nel comune la società di calcio Jonica F.C. che disputa il campionato d'Eccellenza regionale siciliano, la squadra di pallavolo Amando volley, che attualmente disputa il campionato di serie B1 femminile, nell’anno 2016/17 arrivò in serie A2.e la squadra di pallacanestro A.S.D. Astamura 1978.

### Impianti sportivi
- Campo sportivo di calcio e tennis.
- Palazzetto dello Sport comunale.